# Bockroden

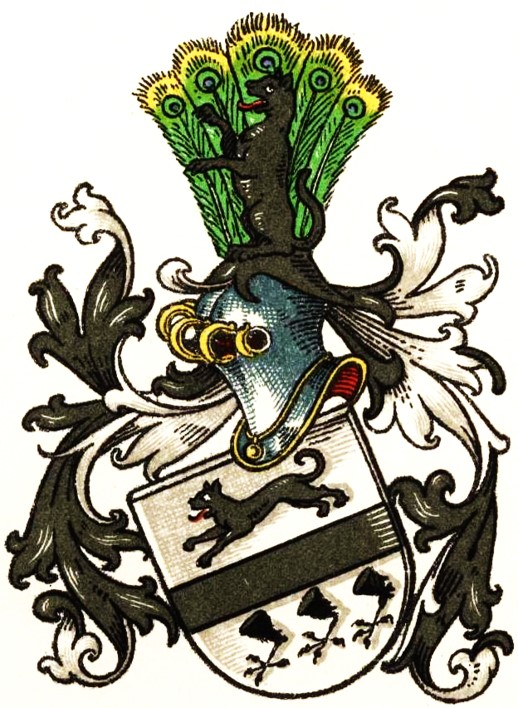
Wappen derer von Bockroden

Die Herren von Bockroden (auch: Bockraden o. ä.) waren ein niedersächsisches Adelsgeschlecht.

## Geschichte
Das alte Quakenbrücker Burgmannsgeschlecht war im Niederstift Münster und bei Quakenbrück ansässig. Den Namen hat es vermutlich von einem Stammsitz in Bockraden, einem Ortsteil von Eggermühlen im Norden des Landkreises Osnabrück.
1311 stiftete der Ritter Nicolaus von Bockroden mit seiner Mutter Gertrud und weiteren Co-Stiftern einen Seitenaltar in der Kirche zu Quakenbrück. Willo von Bockraden stand 1331 als Burgvogt auf der Burg Cloppenburg im Dienste des tecklenburgischen Landesherrn. Johann von Bockraden wurde 1424 vom münsterschen Fürstbischof Heinrich II von Moers mit Gütern im Amt Cloppenburg belehnt. Um 1450 errichtete Johann von Bockraden das Gut Duderstadt in der Niederung des Mühlenbaches auf dem Gebiet der Wiek Löningen zwischen der Benstruper und Lodberger Mark. 1500 wurde Johann von Bockraden von Graf Johann von Oldenburg mit einem Hof und einer Mühle in Lastrup belehnt. 1546 war ein Wilhelm von Bockroden Hauptmann auf Burg Delmenhorst. 1578 heiratete Anna von Bockroden vom Gut Calhorn, das um 1432 von Wille von Bockroden errichtet worden war, heute in Essen (Oldenburg), einen Roleff Grevenitz.
Das Geschlecht erlosch im Mannesstamm mit dem Tod von Hermann von Bockroden 1632.

## Wappen
Blasonierung: Ein silberner Schild durch einen schwarzen Balken geteilt, oben ein über den Balken laufender schwarzer Hund, unten drei schwarze Adlerklauen nebeneinander. Auf dem Helm der schwarze Hund aufgerichtet vor einem grünen Pfauenschweif sitzend. Die Helmdecken sind schwarz-silber.

## Namensträger
- Johannes von Bockraden († 15. Jahrhundert), Domherr in Münster und Osnabrück
- Nicolaus von Bockroden, 1461 Propst und Domküster in Osnabrück[10]